# کامنا گورا
کامنا گورا (به صربی: Kamena Gora) یک منطقهٔ مسکونی در صربستان است که در پریژپولجه واقع شده‌است. کامنا گورا ۲۱۰ نفر جمعیت دارد.